# Ellen Brockhöft
Ellen Brockhöft, nata Rehra (Berlino, 29 aprile 1893 – Bonn, 19 dicembre 1977), è stata una pattinatrice artistica su ghiaccio tedesca, specializzata nel singolo.

## Palmarès
| Internazionali            | Internazionali | Internazionali | Internazionali | Internazionali | Internazionali | Internazionali | Internazionali | Internazionali | Internazionali |
| Evento                    | 1920           | 1921           | 1922           | 1923           | 1924           | 1925           | 1926           | 1927           | 1928           |
| ------------------------- | -------------- | -------------- | -------------- | -------------- | -------------- | -------------- | -------------- | -------------- | -------------- |
| Giochi olimpici invernali |                |                |                |                |                |                |                |                | 9°             |
| Campionati mondiali       |                |                |                |                | 2°             | 2°             |                | 4°             |                |
| Nazionali                 |                |                |                |                |                |                |                |                |                |
| Campionati tedeschi       | 2°             | 1°             | 2°             | 1°             | 1°             | 1°             | 1°             | 1°             | 1°             |